# Birgit Klomp
Birgit Klomp (Düsseldorf, 27 aprile 1940) è un'ex nuotatrice tedesca.
Specializzata nello stile libero, ha partecipato ai Giochi di Melbourne 1956, gareggiando nei 100m sl e nella Staffetta 4x100m sl.
Ai Campionati europei di nuoto del 1954, ha vinto 1 bronzo nella Staffetta 4x100m sl.
È moglie e mamma rispettivamente dei pallanuotisti olimpici Friedhelm Osselmann e Rainer Osselmann.